# Juuanjärvi
Juuanjärvi är en sjö i kommunen Juga i landskapet Norra Karelen i Finland. Sjön ligger 169,3 meter över havet. Den är 13,94 meter djup. Arean är 2,15 kvadratkilometer och strandlinjen är 22,08 kilometer lång. Sjön  ingår i Vuoksens huvudavrinningsområde.   Den ligger omkring 72 kilometer nordväst om Joensuu och omkring 400 kilometer nordöst om Helsingfors. 
I sjön finns öarna Pöytäsaari, Honkasaari, Kiikkusaari och Selkäsaari. 